# Давыдов, Сергей Хачатурович
Сергей Хачатурович Давыдов (род. 30 августа 1952) — советский футболист, нападающий.

## Биография
Сергей Давыдов родился 30 августа 1952 года.
Играл в футбол на позиции нападающего. В 1970 году вошёл в заявку выступавшей во второй лиге майкопской «Дружбы», но ни разу не выходил на поле. В 1972 году выступал на том же уровне за «Звейниекс» из Лиепаи. В том же сезоне входил в заявку бакинского «Нефтчи», но за главную команду не играл, ограничившись выступлениями в турнире дублёров, где забил 1 мяч.
В 1973 году входил в заявку ереванского «Арарата», но снова не смог дебютировать в высшей лиге.
В 1974 году перешёл в одесский «Черноморец», но за два сезона сыграл в высшей лиге только 3 матча. Выступал за дубль, забив 9 мячей.
В 1976 году входил в заявку «Арарата» в весеннем и осеннем чемпионатах СССР, но не сыграл ни одного матча. В том же сезоне провёл 17 поединков в первой лиге в составе рижской «Даугавы». В 1977 году выступал за рижан во второй лиге, сыграл 15 матчей. Также входил в заявку ленинградского «Динамо», но не участвовал в поединках.
В 1978 году перебрался во владимирское «Торпедо», где забил 7 мячей во второй лиге.
В 1979 году провёл один матч в первой лиге за ленинградское «Динамо», но большую часть сезона отыграл во второй лиге за «Даугаву», забив три гола в 36 встречах. Остался в «Даугаве» и на следующий год.
В 1981—1991 годах выступал в чемпионате Латвийской ССР за рижский «Целтниекс».
В 1992 году, после того как команду переименовали в СМ-ДСК, играл в её составе в первой лиге чемпионата Латвии.